# Roberto Baggio
Roberto Baggio (Caldogno, 18 februari 1967) is een Italiaans voormalig profvoetballer die doorgaans als aanvaller speelde. In 2011 werd hij vanwege zijn verdiensten opgenomen in de Hall of Fame van het Italiaans voetbal.

## Loopbaan
Baggio's profcarrière begon begin jaren tachtig bij Lanerossi Vicenza, waar hij werd ontdekt door AC Fiorentina. Baggio speelde zo'n vijf seizoenen in Firenze totdat hij in 1990 voor veertien miljoen euro werd gekocht door Juventus. Hiermee werd hij twee keer landskampioen en won hij één keer de nationale beker. Ook won hij in 1993 de UEFA Cup met Juventus. Datzelfde jaar werd Baggio tot wereldvoetballer en Europees speler van het jaar gekozen. In 1994 won hij zilver op het WK in de Verenigde Staten. In de finale schoot hij de beslissende strafschop in de strafschoppenreeks over het doel, waardoor Brazilië wereldkampioen werd. Hij speelde in totaal 55 interlands voor Italië, waarin hij 27 keer scoorde.
Na zijn tijd bij Juventus ging hij nog naar AC Milan, Inter Milaan, Bologna en Brescia. Bij Brescia stopte hij in het seizoen 2003/04 met voetballen. Hij speelde in totaal 488 duels en scoorde 216 keer. Hij speelde zijn hele loopbaan in de Serie A.
Baggio speelde meestal met rugnummer 10. In zijn periode bij AC Milan had hij nummer 18, omdat 10 al bezet was. Nadat hij stopte nam Brescia als eerbetoon het nummer 10 uit de roulatie.
Als bijnaam had hij Il Divin Codino, oftewel De Goddelijke Paardenstaart.
Baggio is geen familie van Dino Baggio (tijdgenoot in het voetbal).

## Statistieken
| Jaren   | Club                   | wedstrijden     | doelpunten     | functie             |
| ------- | ---------------------- | --------------- | -------------- | ------------------- |
| 1982-85 | Lanerossi Vicenza      | 36 wedstrijden  | 13 doelpunten  | speler              |
| 1985-90 | AC Fiorentina          | 94 wedstrijden  | 39 doelpunten  | speler              |
| 1990-95 | Juventus               | 141 wedstrijden | 78 doelpunten  | speler              |
| 1995-97 | AC Milan               | 51 wedstrijden  | 12 doelpunten  | speler              |
| 1997-98 | Bologna                | 30 wedstrijden  | 22 doelpunten  | speler              |
| 1998-00 | Inter Milaan           | 41 wedstrijden  | 9 doelpunten   | speler              |
| 2000-04 | Brescia                | 95 wedstrijden  | 45 doelpunten  | speler              |
| 2010-   | Italiaanse voetbalbond | -               | -              | Technisch directeur |
| Totaal  |                        | 488 wedstrijden | 217 doelpunten |                     |

## Erelijst
Juventus
- UEFA Cup: 1992/93
- Serie A: 1994/95
- Coppa Italia: 1994/95

 AC Milan
- Serie A: 1995/96